# La tomba de les lluernes
La tomba de les lluernes (火垂るの墓, Hotaru no Haka) és una pel·lícula animada japonesa dirigida per Isao Takahata, adaptada del llibre homònim escrit el 1967 per Akiyuki Nosaka. Va ser doblada en català amb el títol La tomba de les llumenetes el 2006.

## Argument
Estiu de 1945. L'aviació nord-americana sotmet els ciutadans japonesos a continus i despiadats atacs aeris. Un d'ells –una incursió amb bombes incendiàries que converteix la ciutat de Kobe en un infern fumejant– afecta els dos protagonistes, en Seita, de catorze anys, i la seva germana Setsuko, de cinc. Tots dos són fills d'un oficial de la marina japonesa, i durant la Segona Guerra Mundial viuen amb la seva mare. Un dia, però, després d'un brutal bombardeig, ells es retarden i no aconsegueixen arribar al búnquer on la mare els espera. Després del bombardeig els dos germans busquen la seva mare. En Seita la troba molt malferida en una escola que ha estat convertida en un hospital d'urgències. Poc després, la mare mor i els dos germans decideixen d'allotjar-se a cals oncles. Malgrat tot, els reben de braços plegats, i la seva indiferència inicial es converteix, aviat, en un rebuig cada cop més evident. Els dos germans acaben marxant, doncs, a viure pel seu compte a un refugi antiaeri abandonat. Si bé allà poden viure amb més llibertat i sense haver de molestar ningú, les coses no els van gaire bé: el menjar escasseja, no poden esperar cap mena d'ajut i les repercussions de la desnutrició són cada cop més visibles en la petita Setsuko.

## Personatges
Seita (清太, Seita)
Seiyū: Tsutomu Tatsumi (japonès). Actor de veu: Albert Trifol (català)
És el protagonista de la història. Amb només 14 anys pateix la mort de la seva mare i la desaparició del seu pare (que està combatent a la 2a guerra mundial) i es veu obligat a tenir cura de la seva germana petita Setsuko. Es veu obligat a madurar molt ràpid i a prendre decisions molt dures per aconseguir que ell i sa germana sobrevisquin.
Setsuko (節子, Setsuko)
Seiyū: Ayano Shiraishi (japonès). Actor de veu: Núria Trifol (català)
És la germana petita d'en Seita. Tot i comptar amb només 5 anys és una nena molt espavilada i és molt més conscient de la situació del que els altres creuen.
Tieta de Seita i Setsuko (親戚の小母さん, Shinseki no oba-san)
Seiyū: Akemi Yamaguchi (japonès). Actor de veu: Azucena Díaz (català)
És la tieta d'en Seita i la Setsuko. Abans del bombardeig en què mor la mare dels dos nens, havien acordat que si la seva casa era destruïda aniríen a casa seva. Primer els rep amb una certa indiferència, però aviat el sentiment es converteix en menyspreu en considerar que els dos nens no fan ni brot i que, per tant, no es mereixen l'hospitalitat i el menjar amb què els han rebut.
Mare de Seita i Setsuko (清太・節子の母, seita·setsuko no haha)
Seiyū: Yoshiko Shinohara (japonès). Actor de veu: Carme Calvell (català)
Mor pràcticament al principi del film. Durant els bombardeigs se separa dels seus fill i es dirigeix primer al búnquer, però l'atac l'agafa i acaba molt malferida. Mor en condicions deplorables a l'escola de la ciutat provisionalment reconvertida en hospital d'urgències.
El policia: És l'únic adult que és tolerant i que s'adona que en Seita es va morir de fam, quan va ser apallissat per un pagès per robatori.